# Mărășești
Mărășești (pron. rumena: [mərəˈʃeʃtʲ], ) è una città della Romania di 12 559 abitanti, ubicata nel distretto di Vrancea, nella regione storica della Moldavia.
Fanno parte dell'area amministrativa anche le località di Călimănești, Haret, Modruzeni, Pădureni, Siretu e Tişiţa.

## Storia
Nei pressi della città si svolse la più importante operazione militare effettuata dall'esercito romeno durante la prima guerra mondiale, la cosiddetta Battaglia di Mărășești, combattuta tra l'esercito romeno e quello tedesco tra il 6 agosto e il 3 settembre 1917 e decisiva per l'esito della guerra sul fronte orientale grazie alla vittoria dei romeni, appoggiati dall'esercito russo.
In città venne successivamente eretto il mausoleo di Mărăşeşti, un ossario che raccoglie i resti di 5.073 caduti durante la battaglia; costruito a partire dal 28 settembre 1924, venne ufficialmente inaugurato il 18 settembre 1938.